# Дальняя связь (предприятие)
«Дальняя связь» — советское и российское государственное предприятие оборонной промышленности, специализировавшееся на разработке аппаратуры многоканальных систем дальней связи (включая аналоговые и цифровые системы передачи по волоконно-оптическим линиям), измерительных приборов, бытовой техники. Действовало с 1941 по 2002 годы.
В 2001 году на основной площадке предприятия создано ОАО «НПП Дальняя Связь».

## История
Предприятие было организовано по решению Совета Народных Комиссаров СССР № 166 от 8 января 1941 года «в целях расширения научно-исследовательской базы в области телефонного аппаратостроения» на базе Ленинградского отделения Центрального НИИ связи и научно-исследовательской лаборатории завода «Красная заря». Первые месяцы предприятие называлось «Научно-исследовательский институт телефонного аппаратостроения» (НИИТ), но уже 11 июня было переименовано в «Государственный Союзный Проектно-производственный экспериментальный институт телефонного аппаратостроения» (ВИТА), а после эвакуации в Уфу — в «Государственный Союзный Производственно-экспериментальный институт № 56» (ГСПЭИ-56).
Институт подчинялся Главсвязьпрому Народного Комиссариата электропромышленности СССР. Предприятию была поручена задача создания шифратора речевых сигналов для правительственной связи с повышенной стойкостью к дешифрованию. Работы возглавил В. А. Котельников, разработавший в 1938 году[уточнить] шифратор телеграфных сообщений «Москва».
По итогам 1942 года за разработку новой аппаратуры связи были награждены Сталинской премией руководитель группы предприятия В. А. Котельников, инженеры К. П. Егоров и Г. В. Старицын, а также сотрудники ЦНИИС: начальник лаборатории А. И. Цукублин, инженеры Д. А. Борисов и Ю. А. Солдатихин.
После войны предприятие вернулось в Ленинград как «НИИ проводной связи» (НИИ-56) и разместилось на территории бывшего завода № 8. Предприятию поручена разработка автоматических телефонных станций и аппаратуры дальней связи. При институте создано опытное производство, которое в январе 1948 года было реорганизовано в «Опытный завод НИИ-56».
В 1952—1953 годах НИИ-56 с опытным заводом обосновались на площадях бывшей гардинно-тюлевой фабрики на улице Чапаева, 17 (где они функционировали до 2002 года) и перешли в ведение вновь созданного Министерства электростанций и электропромышленности СССР. С 1958 года институт и завод подчинялись Госкомитету СМ СССР по радиоэлектронике. Здесь были созданы первые в СССР образцы герконов.
В 1961 году институт определён как Головная организация по разработке аппаратуры проводной связи, координировавшая деятельность 13 конструкторских бюро различного назначения, 26 действующих и 7 строящихся заводов. В 1965—1966 годах НИИ-56 и опытный завод перешли в ведение 3-го Главного Управления МРП СССР, получив, соответственно, наименования «Научно-исследовательский институт электроаппаратуры» (НИИ ЭА) и «Завод научно-исследовательского института электроаппаратуры».
В 1969 году организовано Научно-производственное объединение аппаратуры проводной высококачественной связи, специальной измерительной техники и электроакустики (НПО «Дальняя связь»), в состав которого вошли:
- НИИ электроаппаратуры (НИИ ЭА);
- Опытный завод НИИ ЭА;
- Ленинградский завод АДС («Дальняя связь»);
- Специальное конструкторское бюро завода «Дальняя связь».

На НПО «Дальняя связь» возложено создание конкурентоспособного советского оборудования для проводной высокочастотной связи. Основным научно-техническим профилем института стала разработка аппаратуры уплотнения многоканальных систем дальней связи.
В 1972—1974 годах НИИ ЭА переименовано в «НИИ Дальней связи» (НИИ ДС). СКБ «Дальняя связь» входит в состав НИИ ДС в качестве отделения среднеканальных систем передачи и прекращает быть самостоятельным. Производственные мощности объединения реорганизованы в Ленинградский опытный завод Научно-производственного объединения «Дальняя связь» (на самостоятельном балансе), состоящий из производства № 1 (бывший опытный завод НИИ) и производства № 2 (бывший завод «Дальняя связь»). НПО «Дальняя связь» перешло в ведение Министерства промышленности средств связи.
В 1985 году НПО «Дальняя связь» награждено орденом Трудового Красного Знамени.
В 1992 году НПО преобразовано в предприятие государственной собственности «Научно-производственное предприятие Ордена Трудового Красного Знамени „Дальняя связь“» (НПП «Дальняя связь») и передано Главному Управлению промышленности средств связи Комитета по оборонным отраслям промышленности. В 1994 году НПП преобразовано в Государственное предприятие «Дальняя связь» (ГП «Дальняя связь»).
В 2002 году ГП «Дальняя связь» признано банкротом и ликвидировано решением Арбитражного суда.
В 2001 году по инициативе бывшего первого заместителя Председателя Правительства РФ Алексея Алексеевича Большакова на основной площадке по адресу г. Санкт-Петербург, Петроградская набережная, 34 после проведенной реорганизации ГП «Дальняя связь» возобновило работу. ОАО "НПП «Дальняя связь» в настоящее время занимается разработкой и производством систем управления, преобразовательного оборудования для локомотивов и электропоездов, многоканальных систем связи, светотехнического оборудования транспортного исполнения.